# Pero lactelineata
Pero lactelineata là một loài bướm đêm trong họ Geometridae.